# Welyka Hluscha
Welyka Hluscha (ukrainisch Велика Глуша; russisch Великая Глуша/Welikaja Gluscha, polnisch Wielka Głusza) ist ein Dorf in der Westukraine in der Oblast Wolyn, Rajon Kamin-Kaschyrskyj etwa 22 Kilometer nördlich des ehemaligen Rajonshauptortes Ljubeschiw und 121 Kilometer nördlich der Oblasthauptstadt Luzk östlich des Flusses Turija nahe der Grenze zu Weißrussland gelegen.

## Geschichte
Der Ort wurde 1537 zum ersten Mal erwähnt und gehörte bis 1793 in der Woiwodschaft Wolhynien zur Adelsrepublik Polen-Litauen. Mit den Teilungen Polens fiel der Ort an das Russische Reich und lag bis zum Ende des Ersten Weltkriegs im Gouvernement Wolhynien.
Nach dem Ersten Weltkrieg kam der Ort 1921 zu Polen (als Hauptort der Gmina Wielka Głusza im Powiat Kamień Koszyrski, Woiwodschaft Polesien), zu Beginn des Zweiten Weltkriegs wurde er zwischen 1939 und 1941 von der Sowjetunion besetzt. Nach dem Überfall auf die Sowjetunion im Juni 1941 wurde er dann bis 1944 von Deutschland besetzt, dies gliederte den Ort in das Reichskommissariat Ukraine in den Generalbezirk Brest-Litowsk/Wolhynien-Podolien, Kreisgebiet Kamen Kaschirsk.
Nach dem Krieg wurde der Ort der Sowjetunion zugeschlagen. Dort kam das Dorf zur Ukrainischen SSR und seit 1991 ist es ein Teil der heutigen Ukraine.
Am 12. Juni 2020 wurde das Dorf ein Teil neu gegründeten Stadtgemeinde Kamin-Kaschyrskyj; bis dahin bildete es zusammen mit den Dörfern Newir (Невір) und Pohuljanka (Погулянка) die Landratsgemeinde Welyka Hluscha (Великоглушанська сільська рада/Welykohluschanska silska rada) im Westen des Rajons Ljubeschiw.
Am 17. Juli 2020 wurde der Ort Teil des Rajons Kamin-Kaschyrskyj.